# La Voz de Galicia (1880)
La Voz de Galicia fue una revista que se editó en Montevideo entre 1880 y 1885.

## Historia y características
Subtitulada "Revista Semanal de Ciencias, Artes y Literatura", apareció el 1 de febrero de 1880. Fundada por Benigno Fernández Carvajal, estaba dirigida por Benigno Salgado Vázquez. Aparecieron 12 números cesando su publicación el 18 de abril de ese mismo año.
Tuvo una segunda etapa entre febrero y abril de 1885.